# Rana garritor
Rana garritor là một loài ếch trong họ Ranidae. Chúng được tìm thấy ở Indonesia và Papua New Guinea. Các môi trường sống tự nhiên của chúng là các khu rừng ẩm ướt đất thấp nhiệt đới hoặc cận nhiệt đới, các khu rừng vùng núi ẩm nhiệt đới hoặc cận nhiệt đới, và sông.